# Commerce Court

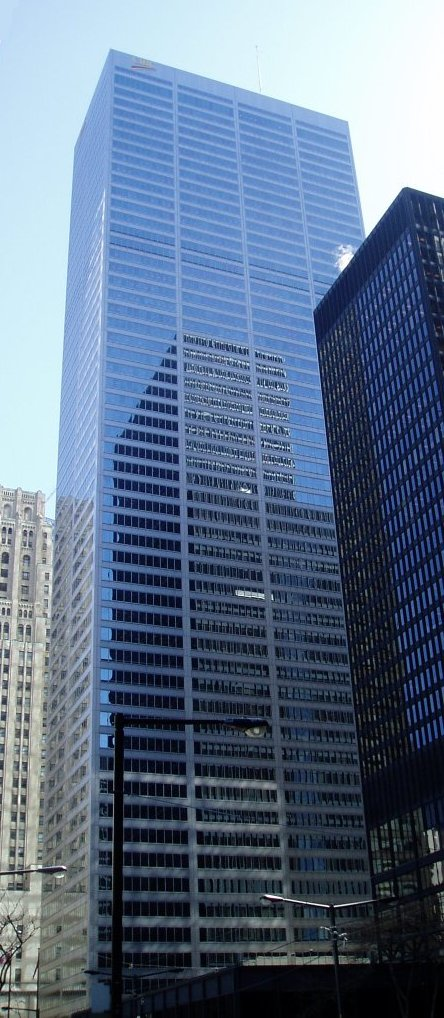
Commerce Court

O Commerce Court é um conjunto de dois arranha-céus, localizado no centro financeiro da cidade de Toronto, Canadá. O maior dos dois arranha-céus, concluído em 1972, com 239 metros de altura (784 pés).